# Fodo
Fodo is een bestuurslaag in het regentschap Gunungsitoli van de provincie Noord-Sumatra, Indonesië. Fodo telt 2794 inwoners (volkstelling 2010).